# Robert Hardy
Robert Hardy (Cheltenham, 1925. október 9. – Northwood, 2017. augusztus 3.) angol színész.

## Filmjei

### Mozifilmek
- Torpedófutam (Torpedo Run) (1958)
- A kém, aki a hidegből jött (The Spy Who Came in from the Cold) (1965)
- Hogyan nyertem meg a háborút (How I Won the War) (1967)
- Berserk (1967)
- Rillington Place 10 (1971)
- A fiatal Churchill (Young Winston) (1972)
- Demons of the Mind (1972)
- Dark Places (1973)
- Psychomania (1973)
- Le silencieux (1973)
- Gawain és a zöld lovag (Gawain and the Green Knight) (1973)
- Yellow Dog (1973)
- A pofon (La gifle) (1974)
- The Pied Piper of Hamelin (1981, hang, rövidfilm)
- The Shooting Party (1985)
- Paris by Night (1988)
- Lakoma éjfélkor (A Feast at Midnight) (1994)
- Frankenstein (Mary Shelley's Frankenstein) (1994)
- Értelem és érzelem (Sense and Sensibility) (1995)
- Mrs Dalloway (1997)
- The Tichborne Claimant (1998)
- A szibériai borbély (Сибирский цирюльник) (1998)
- Eszményi férj (An Ideal Husband) (1999)
- Thunderpants (2002)
- Harry Potter és a Titkok Kamrája (Harry Potter and the Chamber of Secrets) (2002)
- Gonosz falu (The Gathering) (2002)
- Harry Potter és az azkabani fogoly (Harry Potter and the Prisoner of Azkaban) (2004)
- A rádió rejtekében (Making Waves) (2004)
- Harry Potter és a Tűz Serlege (Harry Potter and the Goblet of Fire) (2005)
- Lassie (2005)
- Goodbye Mr Snuggles (2006, rövidfilm)
- Harry Potter és a Főnix Rendje (Harry Potter and the Order of the Phoenix) (2007)
- Veszélyes fantázia (Framed) (2008)
- Old Harry (2009, rövidfilm)
- Joseph's Reel (2015, rövidfilm)

### Tv-filmek
- Othello (1955)
- The Veil (1958)
- A Midsummer Night's Dream (1959)
- Rashomon (1961)
- A Question of Fact (1962)
- The Spread of the Eagle (1963)
- Daniel Deronda (1970)
- Big Brother (1970)
- Elizabeth R (1971)
- The Incredible Robert Baldick: Never Come Night (1972)
- Shoulder to Shoulder (1974)
- The Gathering Storm (1974)
- Caesar and Claretta (1975)
- The Secret Agent (1975)
- Bill Brand (1976)
- Supernatural (1977)
- Owner Occupied (1977)
- All Creatures Great and Small (1978–1980 és 1988–1990 teljes sorozatok, magyarul: Az élet dicsérete) Siegfried Farnon
- Twelfth Night (1980)
- Between the Covers (1980)
- Winston Churchill: The Wilderness Years (1981)
- The Cleopatras (1983)
- Távoli pavilonok (The Far Pavilions) (1984)
- Robin Hood mókás kalandjai (The Zany Adventures of Robin Hood) (1984)
- The Death of the Heart (1987)
- A nő, akit szeretett (The Woman He Loved) (1988)
- Marcus Welby, M.D.: A Holiday Affair (1988)
- A sas felszáll (War and Remembrance) (1988–1989)
- Bomber Harris (1989)
- Sherlock Holmes naplójából (The Case-Book of Sherlock Holmes) (1992)
- Middlemarch (1994)
- Look at the State We're In! (1995)
- Bramwell (1995)
- Gulliver utazásai (Gulliver's Travels) (1996)
- A nagy örökség (Nancherrow) (1999)
- The People’s Passion (1999)
- Justice in Wonderland (2000)
- A tizedik királyság (The 10th Kingdom) (2000)
- Az elveszett világ (The Lost World) (2001)
- Shackleton: Túlélni az Antarktiszt (Shackleton) (2002)
- Bertie és Elizabeth (Bertie and Elizabeth) (2002)
- The Falklands Play (2002)
- Jim, a randiguru (Lucky Jim) (2003)
- Halál a papi rendben (Death in Holy Orders) (2003)
- Kis Dorrit (Little Dorrit) (2008)
- Margaret (2009)
- Churchill: 100 Days That Saved Britain (2015)

### Tv-sorozatok
- Michèle and René (1951, tv-sorozat)
- David Copperfield (1956, kilenc epizódban)
- The Adventures of Sir Lancelot (1957, egy epizódban)
- The Buccaneers (1957, egy epizódban)
- BBC Sunday-Night Theatre (1955–1957, három epizódban)
- Studio One (1958, egy epizódban)
- Buckskin (1959, egy epizódban)
- General Electric Theater (1959, egy epizódban)
- An Age of Kings (1960, hat epizódban)
- The Dark Island (1962, hat epizódban)
- Somerset Maugham Hour (1962, egy epizódban)
- It Happened Like This (1962, egy epizódban)
- Drama 61-67 (1961, 1965, két epizódban)
- Thursday Theatre (1965, egy epizódban)
- Armchair Theatre (1965, 1970, két epizódban)
- The Baron (1966, egy epizódban)
- Mystery and Imagination (1966, egy epizódban)
- The Troubleshooters (1966–1970, 49 epizódban)
- Theatre 625 (1968, egy epizódban)
- ITV Playhouse (1968, egy epizódban)
- Az Angyal kalandjai (The Saint) (1968, egy epizódban)
- The Wednesday Play (1968–1969, két epizódban)
- Strange Report (1970, egy epizódban)
- The Doctors (1970, egy epizódban)
- Manhunt (1970, tíz epizódban)
- ITV Saturday Night Theatre (1970–1971, két epizódban)
- Thirty-Minute Theatre (1971, egy epizódban)
- The Stalls of Barchester (1971, egy epizódban)
- Between the Wars (1973, egy epizódban)
- Love Story (1974, egy epizódban)
- Churchill's People (1975, egy epizódban)
- Edward the Seventh (1975, négy epizódban)
- Upstairs, Downstairs (1975, egy epizódban)
- Victorian Scandals (1976, egy epizódban)
- The Duchess of Duke Street (1976, egy epizódban)
- The Velvet Glove (1977, egy epizódban)
- Raffles (1977, egy epizódban)
- All Creatures Great and Small (1978–1990, 90 epizódban)
- Buck Rogers in the 25th Century (1979, egy epizódban)
- Mrs. Columbo (1979, két epizódban)
- BBC2 Playhouse (1979, 1981, két epizódban)
- Jenny harca (Jenny's War) (1985, négy epizódban)
- Shades of Darkness (1986, egy epizódban)
- Screenplay (1986, két epizódban)
- Hot Metal (1986–1989, 13 epizódban)
- Screen Two (1987, egy epizódban)
- Theatre Night (1987, egy epizódban)
- Bulman (1987, egy epizódban)
- Sunday Premiere (1987, egy epizódban)
- Inspector Morse (1993, egy epizódban)
- Testament: The Bible in Animation (1996, hang, egy epizódban)
- Kisvárosi gyilkosságok (Midsomer Murders) (1999, egy epizódban)
- Foyle háborúja (Foyle's War) (2002, egy epizódban)
- Titkos szolgálat – MI-5 (Spooks) (2003, egy epizódban)
- Agatha Christie: Marple (Agatha Christie's Marple) (2006, egy epizódban)
- A nagy Charles de Gaulle (Le grand Charles) (2006, egy epizódban)
- Lewis (2010, egy epizódban)